# يسير
يسير هي شركة ناشئة جزائرية خاصة تم إنشاؤها عام 2017  بواسطة نور الدين الطيبي. وهي تقدم خدمات VTC عبر تطبيق الهاتف المحمول المتاح على أنظمة آي أو إس والأندرويد.

## إنتشار الشركة
يسير موجودة في ثماني دول (الجزائر ، ألمانيا ، كندا ، ساحل العاج ، فرنسا ، المغرب ، السنغال ، تونس ) و 45 مدينة ، حيث تضم أكثر من 5 ملايين مستخدم. و تغطي الشركة حوالي 80 ٪ من سوق النقل حسب الطلب في المغرب العربي.